# Aubie-et-Espessas
Aubie-et-Espessas (prononcé [obi e ɛspesas] ; Aubia e Espessàs en gascon) est une ancienne commune du Sud-Ouest de la France, située dans le département de la Gironde en région Nouvelle-Aquitaine.
Le 1er janvier 2016, elle est devenue une commune déléguée au sein de la commune nouvelle de Val de Virvée.
Ses habitants sont appelés les Albins.

## Géographie

### Localisation et accès
Commune de l'aire urbaine de Bordeaux située dans le Cubzaguais sur la voie ferrée Nantes - Bordeaux à 5 kilomètres au nord-est de Saint-André-de-Cubzac, à 30 kilomètres de Bordeaux et à 21 kilomètres de Libourne.
La route nationale 10 de Bordeaux à Angoulême limite la commune à l'ouest.

### Communes limitrophes
| Peujard       | Gauriaguet            |          |
| Virsac        | Aubie-et-Espessas     | Salignac |
| Saint-Antoine | Saint-André-de-Cubzac |          |

## Histoire
À la Révolution, la paroisse Saint-Martin d'Aubie forme la commune d'Aubie et son annexe, Saint-Pierre d'Espessas, forme la commune d'Espessas. En 1813, la commune d'Espessas est rattachée à celle d'Aubie qui devient Aubie-et-Espessas.

## Démographie
| 1793 | 1800 | 1806 | 1821 | 1831 | 1836 | 1841 | 1846 | 1851 |
| ---- | ---- | ---- | ---- | ---- | ---- | ---- | ---- | ---- |
| 378  | 360  | 578  | 591  | 617  | 681  | 650  | 674  | 639  |

| 1856 | 1861 | 1866 | 1872 | 1876 | 1881 | 1886 | 1891 | 1896 |
| ---- | ---- | ---- | ---- | ---- | ---- | ---- | ---- | ---- |
| 651  | 649  | 693  | 635  | 639  | 647  | 594  | 579  | 583  |

| 1901 | 1906 | 1911 | 1921 | 1926 | 1931 | 1936 | 1946 | 1954 |
| ---- | ---- | ---- | ---- | ---- | ---- | ---- | ---- | ---- |
| 582  | 544  | 556  | 587  | 575  | 520  | 570  | 573  | 553  |

| 1962 | 1968 | 1975 | 1982 | 1990 | 1999 | 2006  | 2011  | 2013  |
| ---- | ---- | ---- | ---- | ---- | ---- | ----- | ----- | ----- |
| 555  | 602  | 675  | 901  | 940  | 950  | 1 033 | 1 226 | 1 246 |

## Patrimoine
L'église Saint-Pierre-ès-Liens
C'est une église romane datant du XIIe siècle et fortifiée postérieurement. Elle présente une façade décorée de dentelures ou dents de scie dont la tablette repose sur une suite de modillons tangents. Léo Drouyn indique que « la façade est surmontée d'un clocher pignon moderne percé de deux baies pour les cloches ». On remarque sous le porche d'entrée du côté droit, un bénitier extérieur en pierre calcaire. La nef possède des arcades isolées à l'intérieur. L'abside est à pans coupés dont les colonnes montent jusqu'à la corniche et dont les murs ont été surélevés pour la défense. « Elle a échappé aux architectes restaurateurs du XIXe siècle et conserve donc encore une très forte identité romane », indique Bernard Larrieu. Le maître-autel est en bois et le retable en pierre ; ils datent du XVIIIe siècle et sont classés Monuments Historiques à titre d'objet par arrêté du 30 juillet 1970. La cloche en bronze date de 1556, elle a été classée Monument historique à titre d'objet par arrêté du 12 octobre 1942. L'église est inscrite à l'Inventaire des monuments historiques par arrêté du 3 novembre 1925.

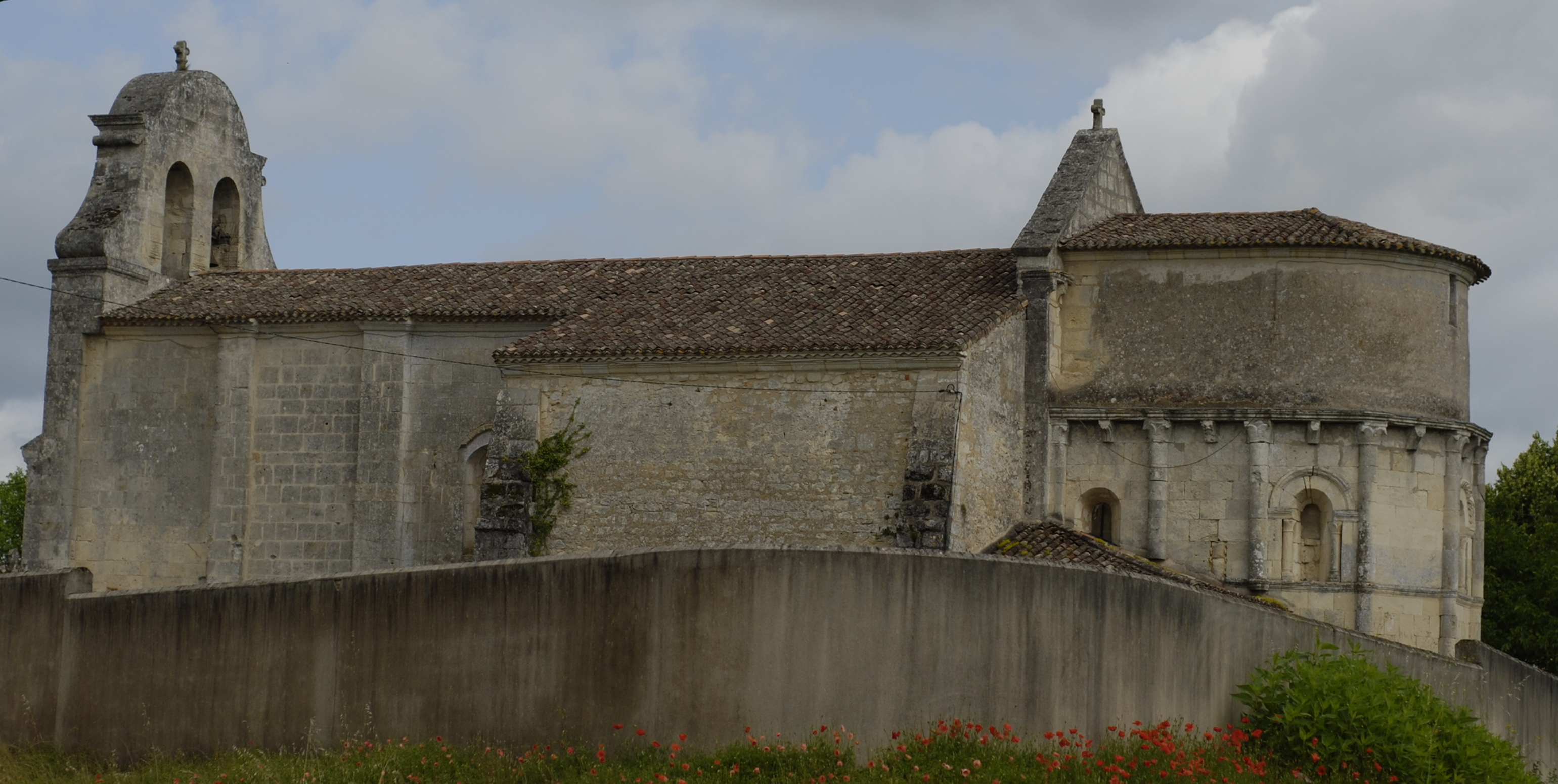
L'église Saint-Pierre.
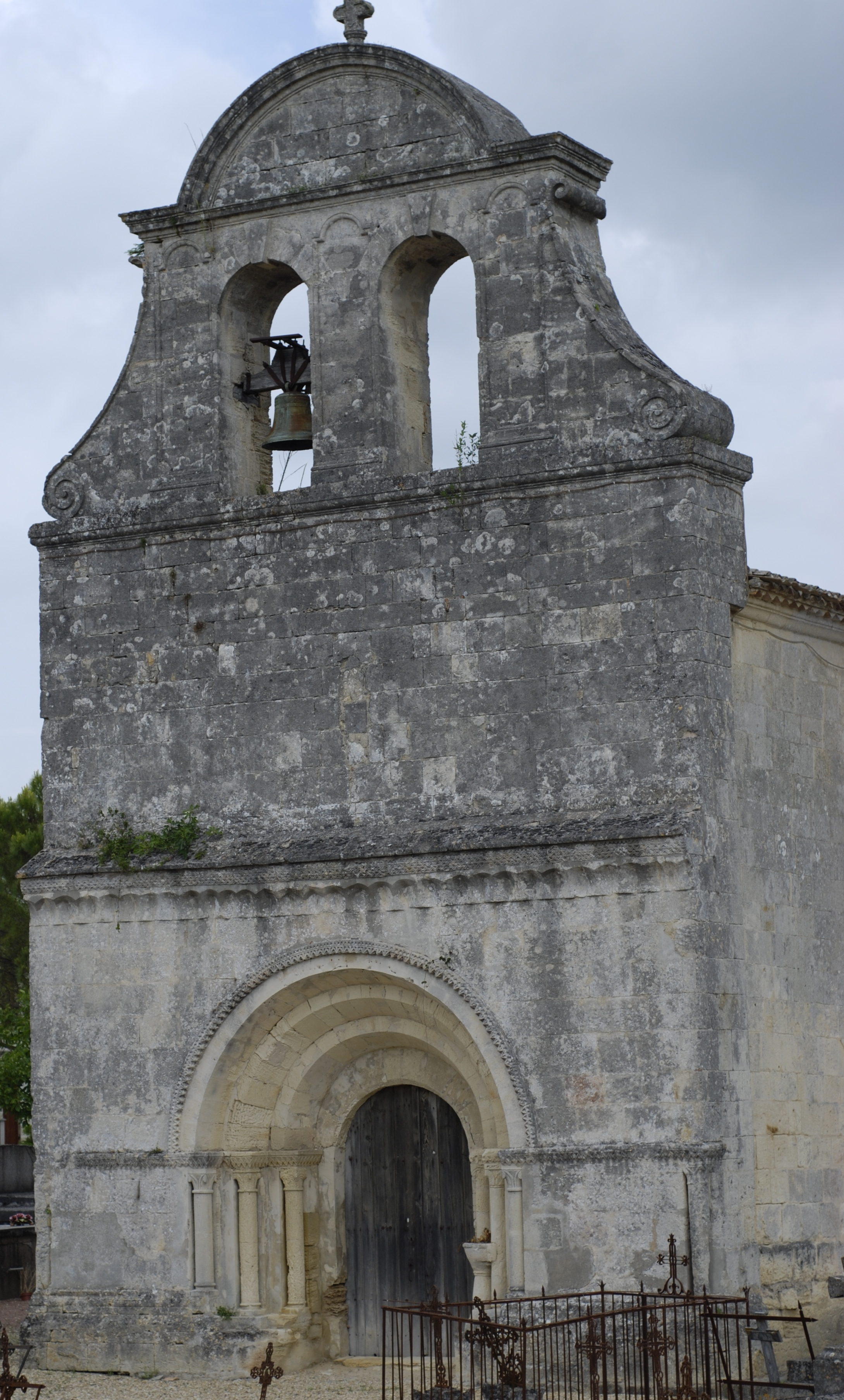
Détail de la façade.
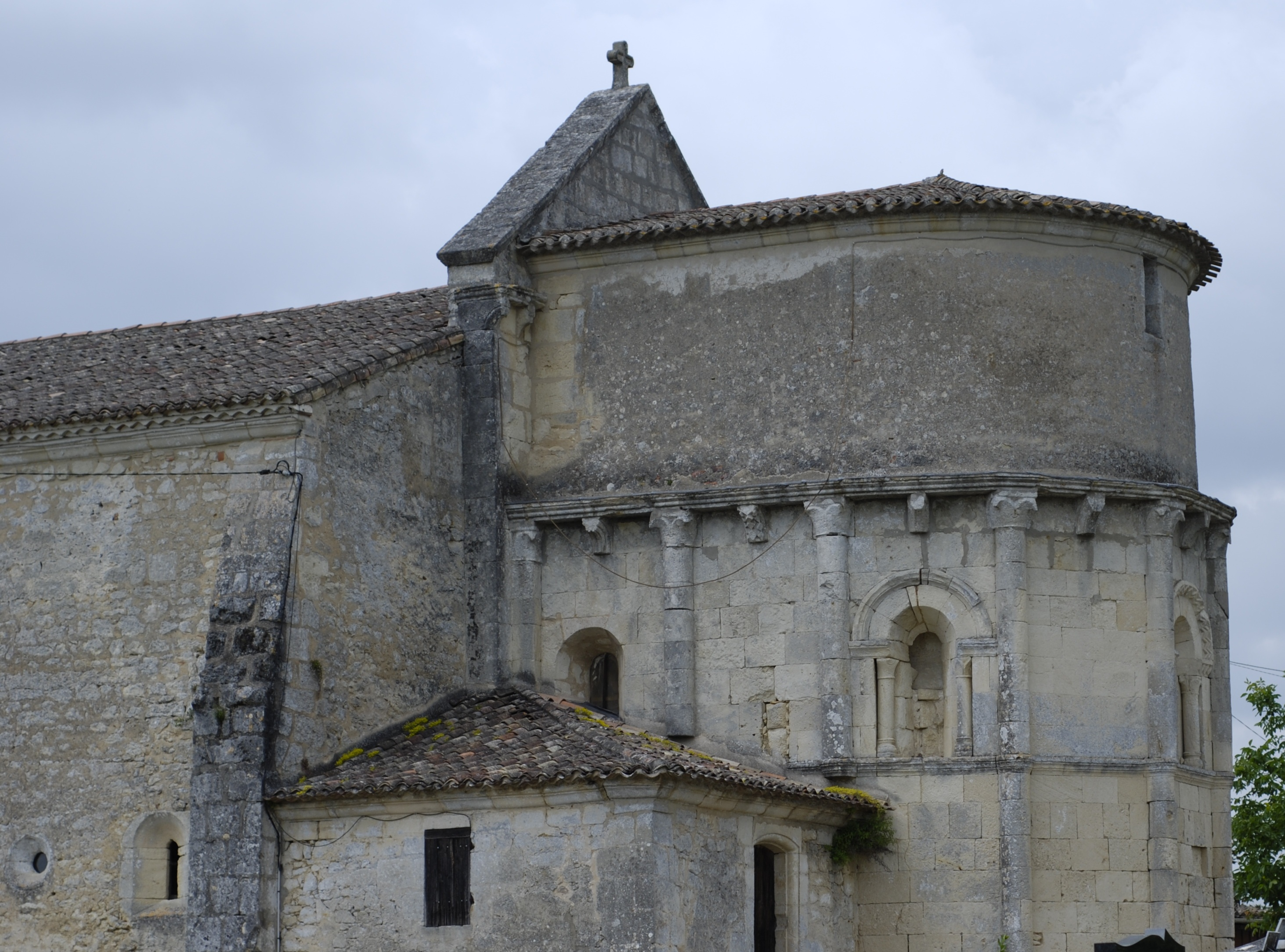
Détail du chœur.
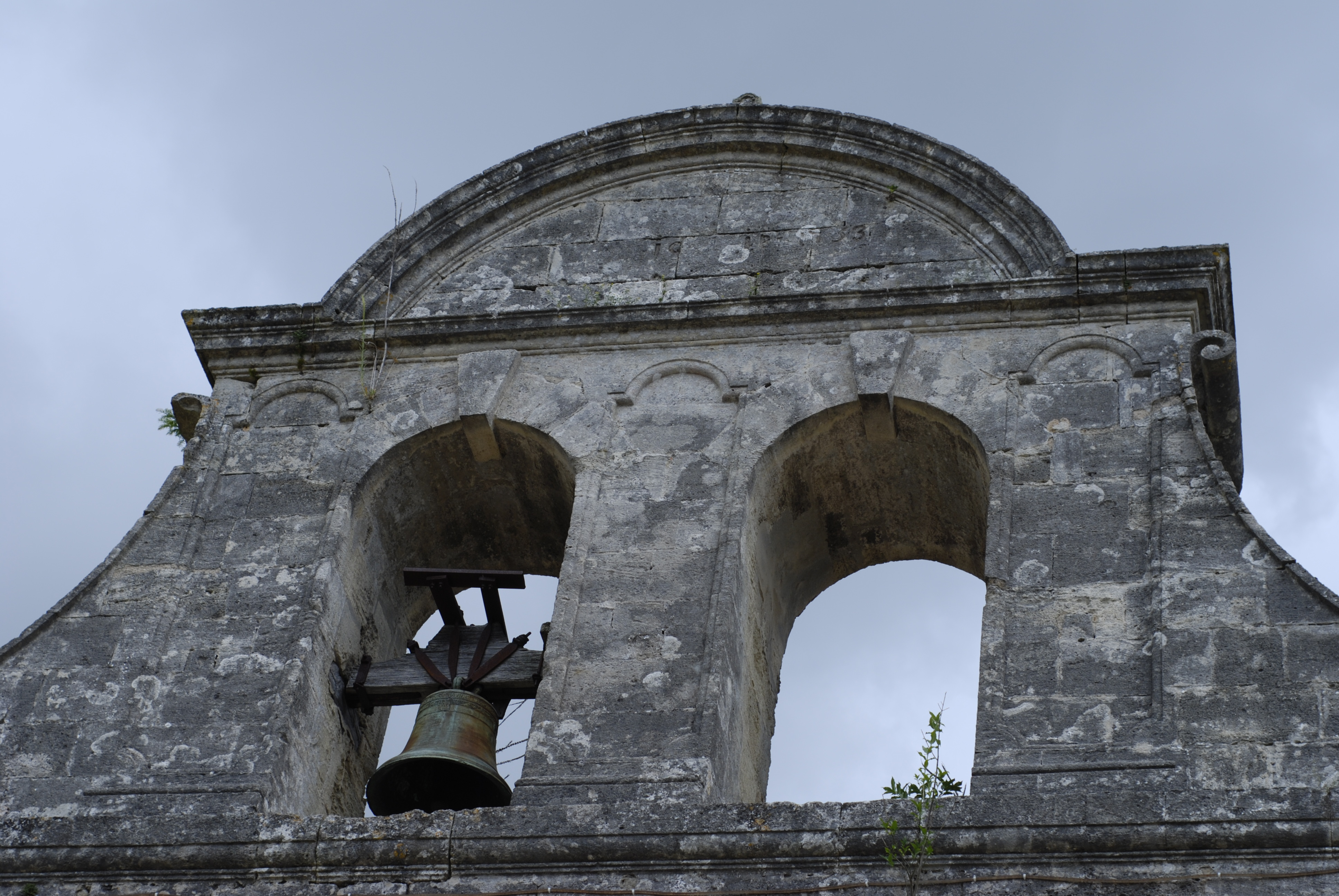
Détail du clocher roman.

Sur la façade sud de l'église on trouve une série de cadrans canoniaux.

Cadrans canoniaux sur l'église
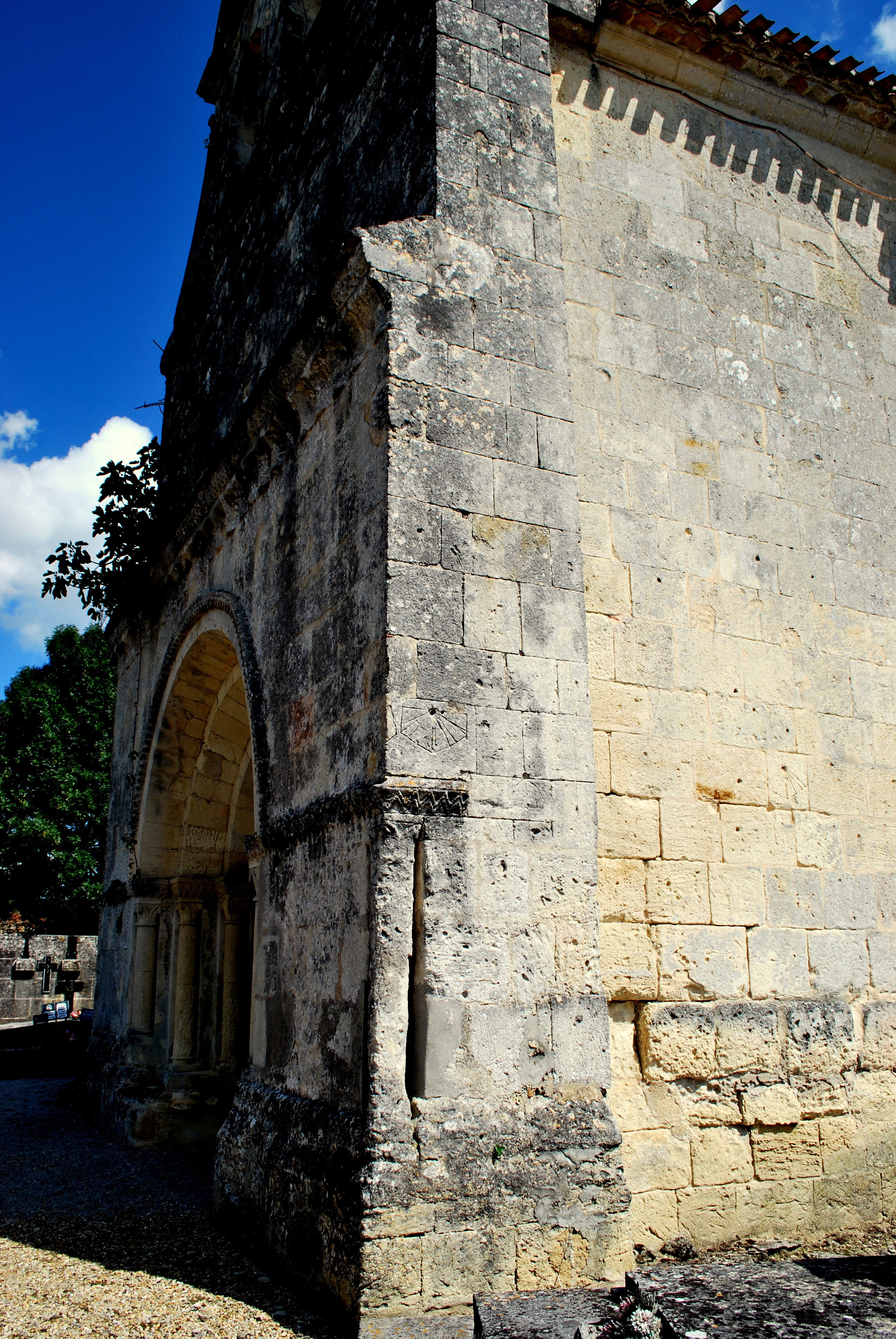
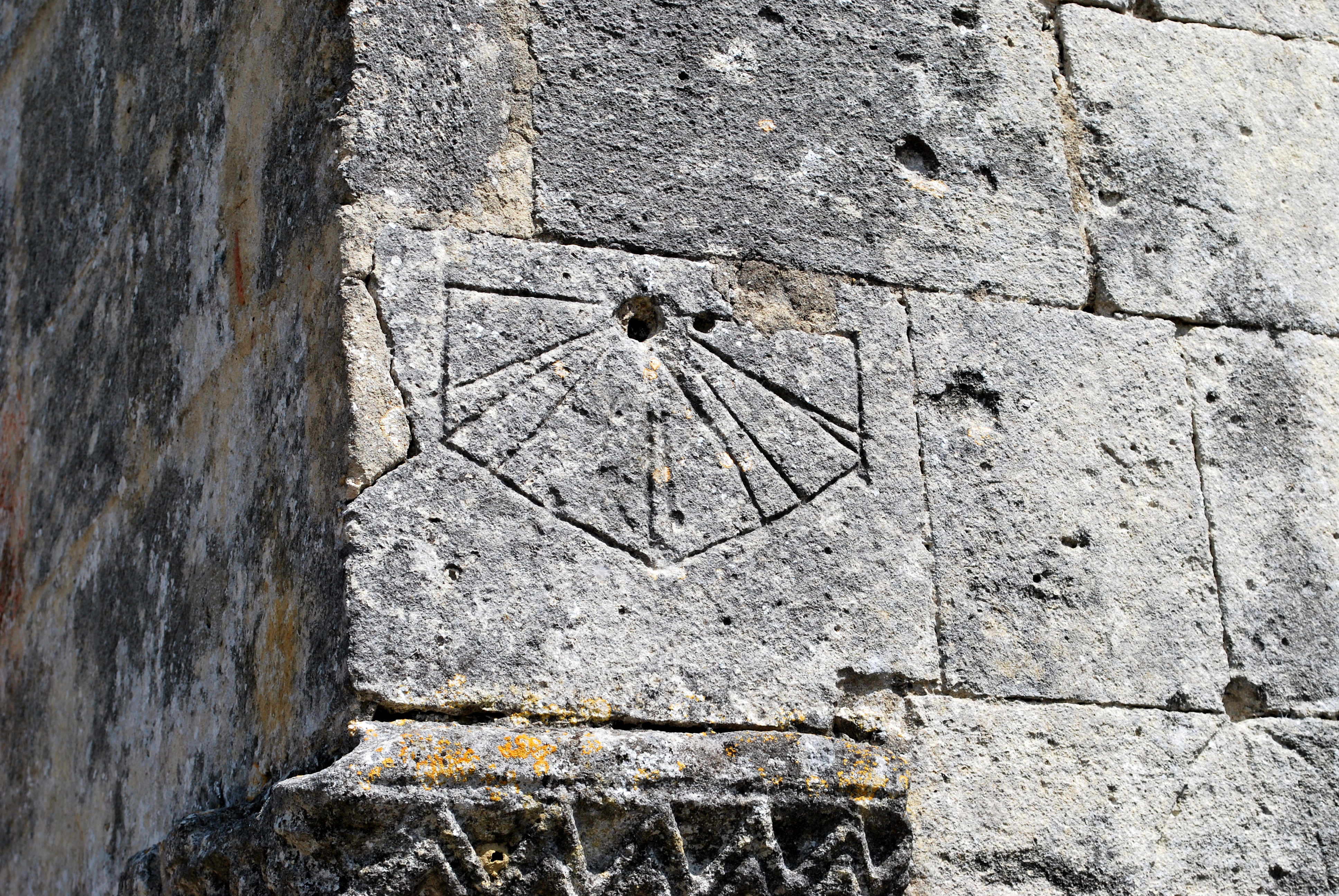
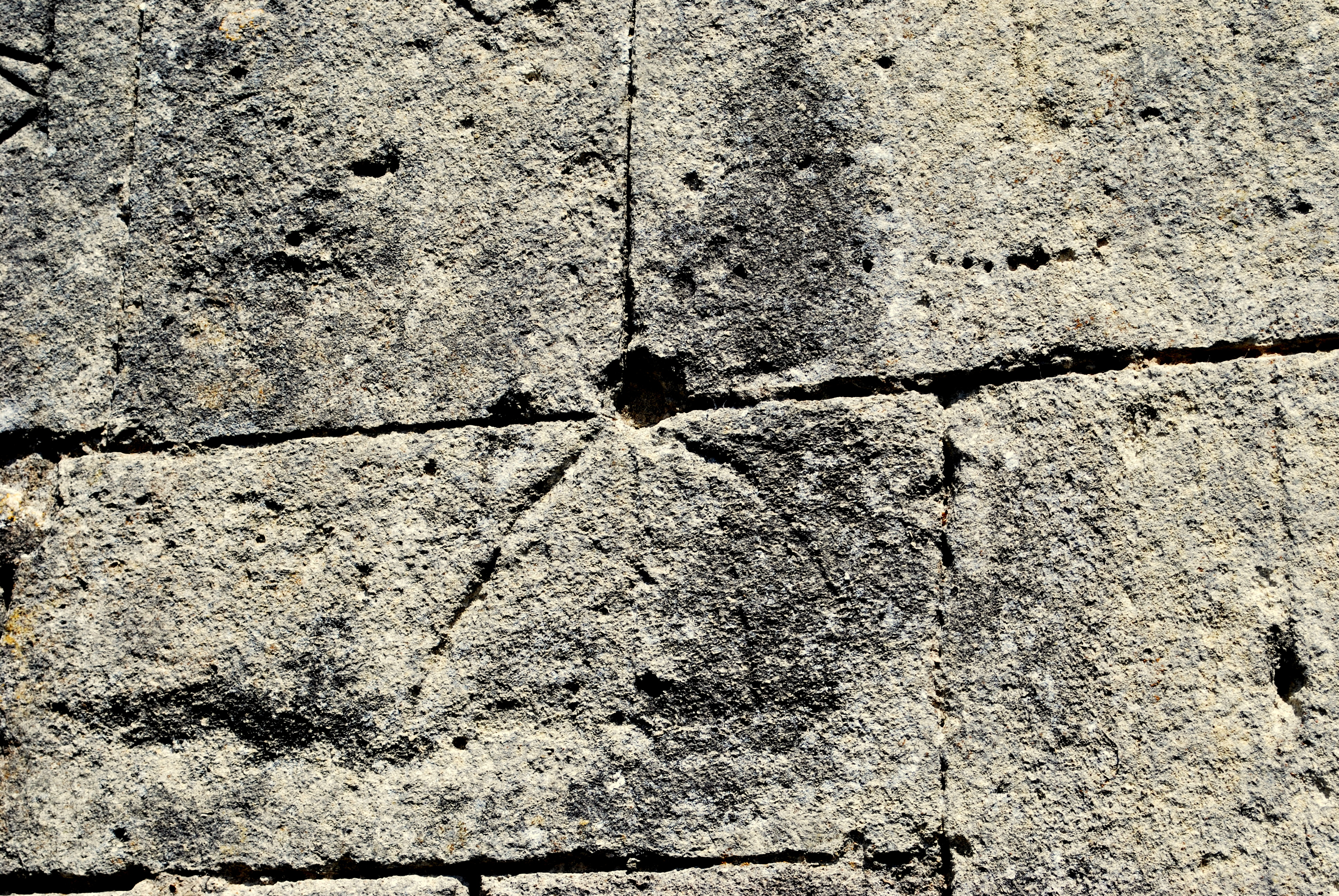
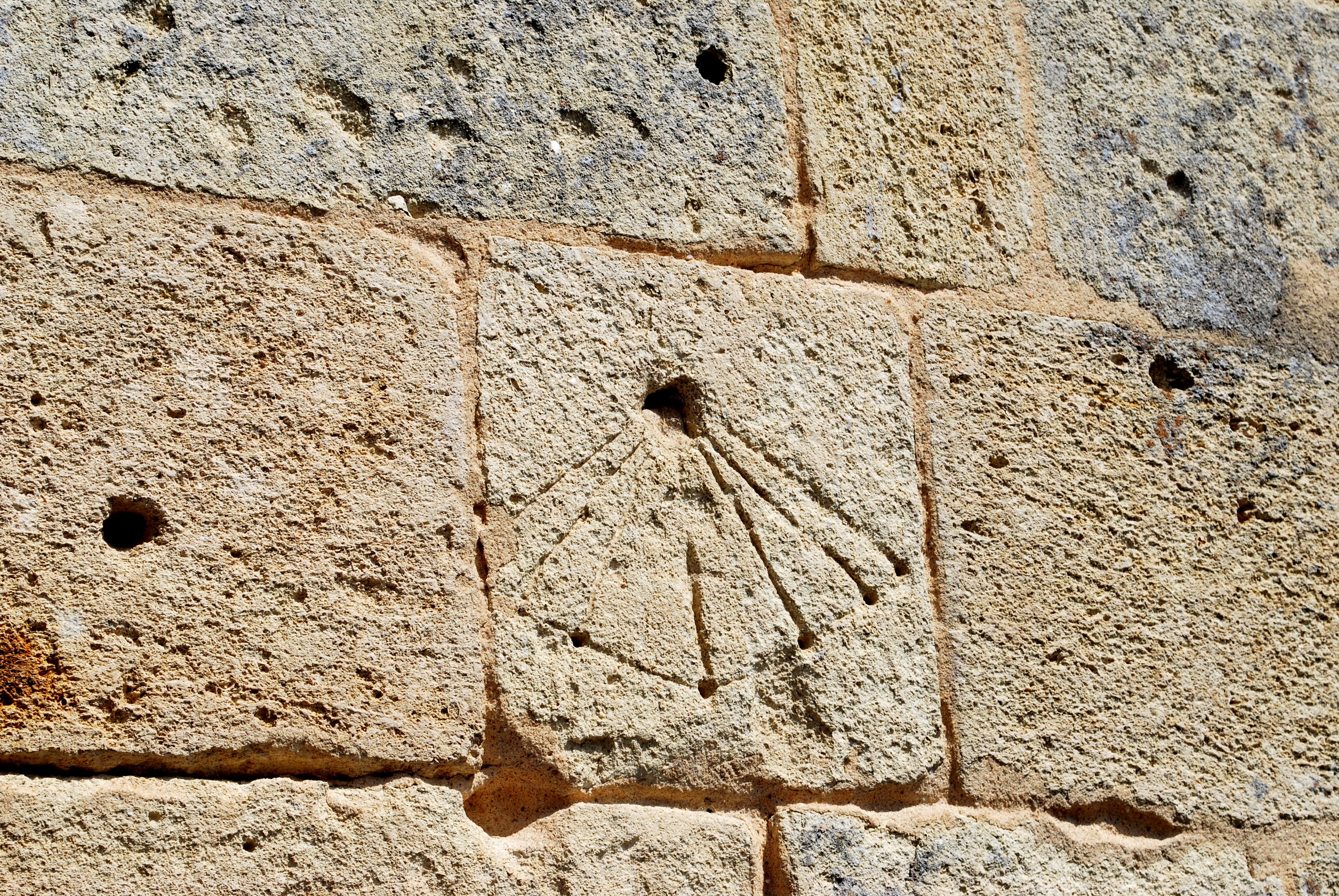
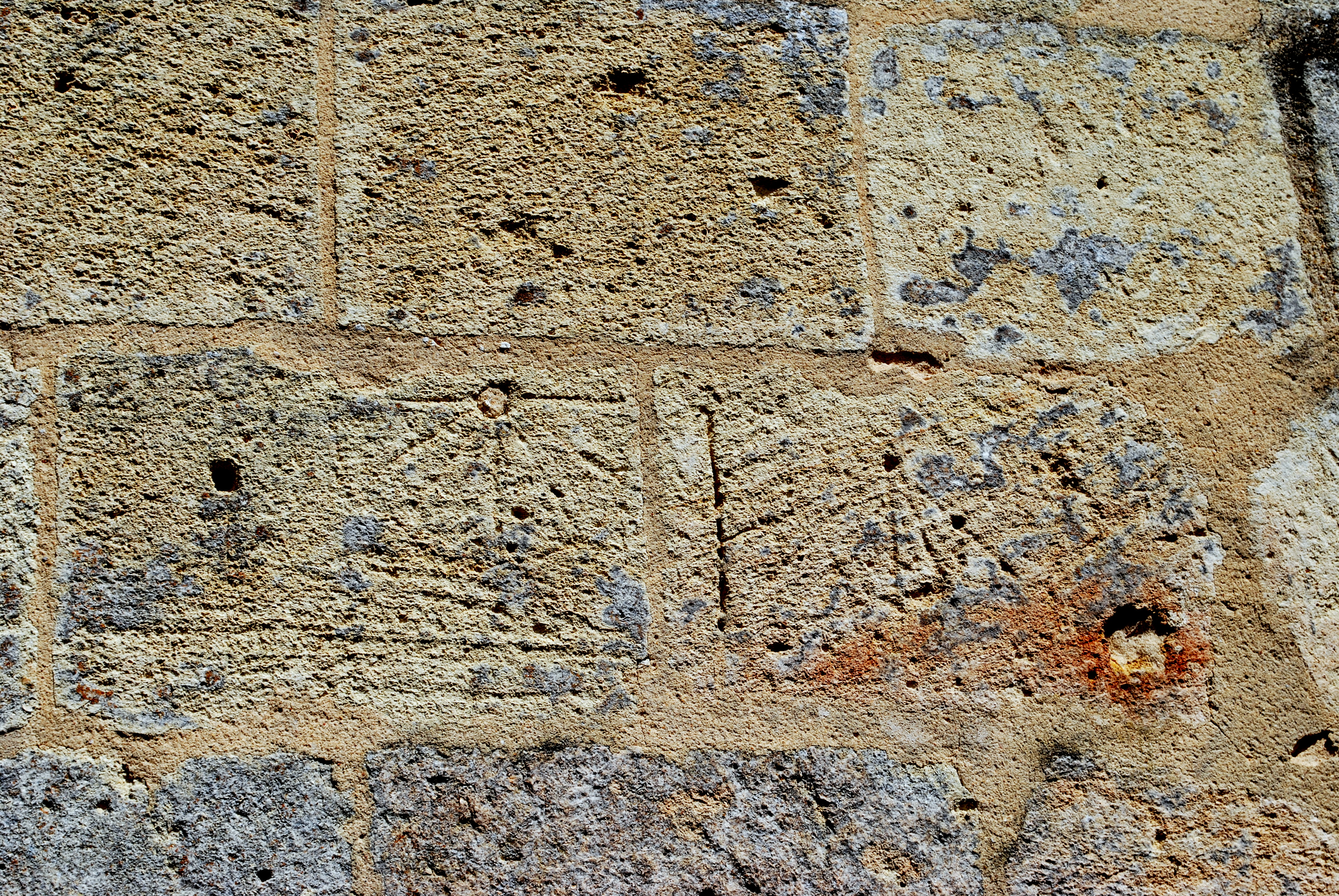
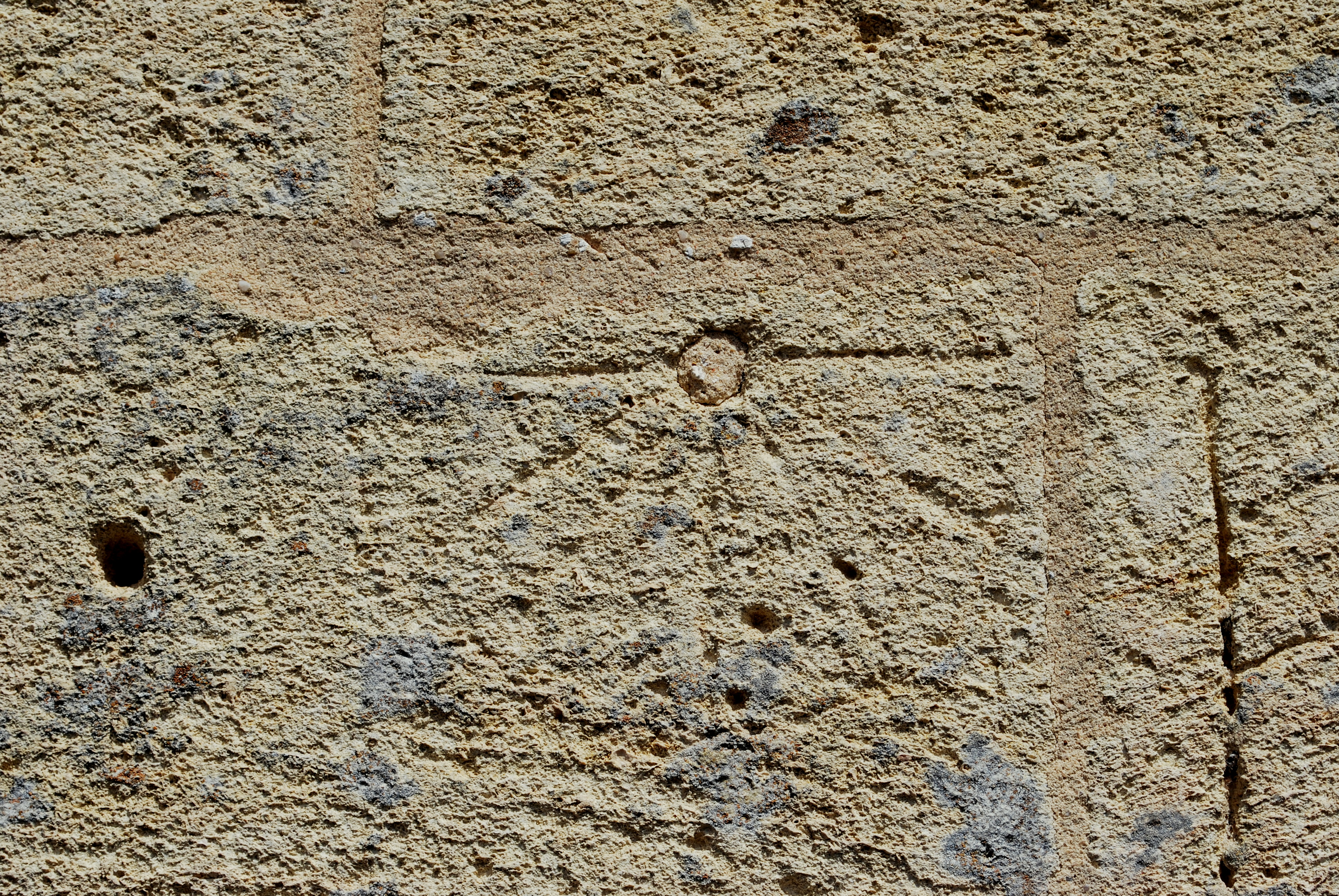

Le lavoir d'Espessas
Un lavoir, situé en contrebas de l'église, a été restauré récemment. Autour de l'église, des galeries ont été creusées pour l'extraction de la pierre calcaire.

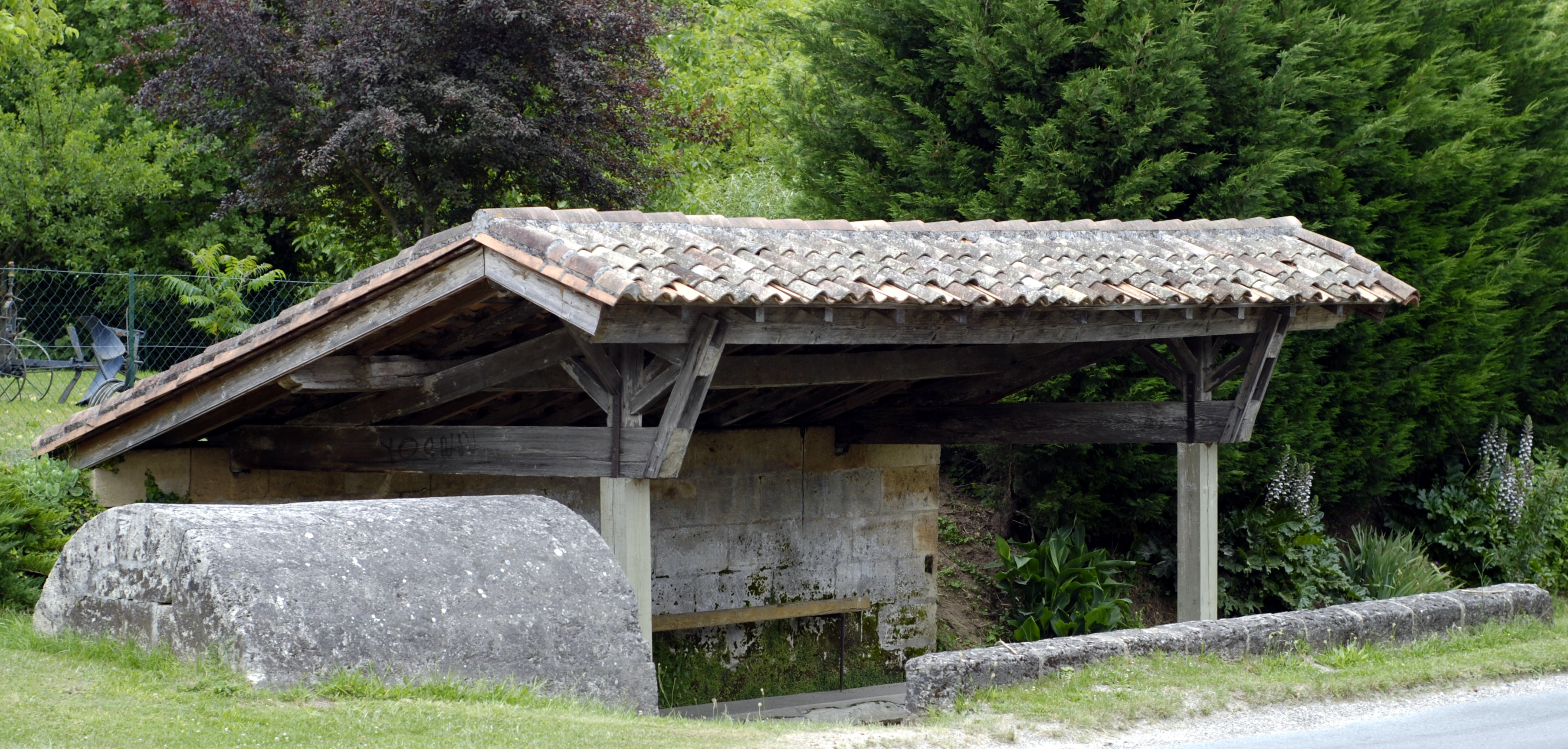
L'ancien lavoir.

L'église Saint-Martin d'Aubie
C'est en 1272,comme en témoigne une pierre de fondation mise à jour lors de travaux de restauration, que les Templiers font édifier l'église d'Aubie.Comme sa voisine du prieuré d'Espessas, elle accueille de nombreux pèlerins qui se rendent à Saint-Jacques-de-Compostelle.
C'est une église romane qui a été retouchée et restaurée en 1878. L’église romane a trois nefs voûtées. Une des nefs est garnie et flanquée d'un bas-côté sud, de style gothique, ajouté au début du XVe siècle. Son chevet est du XIIIe siècle et éclairé par deux fenêtres et terminé en pignon ; le chevet est plat et voûté en étoile. La façade est percée d'une porte dont le fronton est orné d'une statue de la Vierge en pierre datant du XIVe siècle. La Vierge est classée Monument Historique à titre d'objet par arrêté du 6 avril 1970.

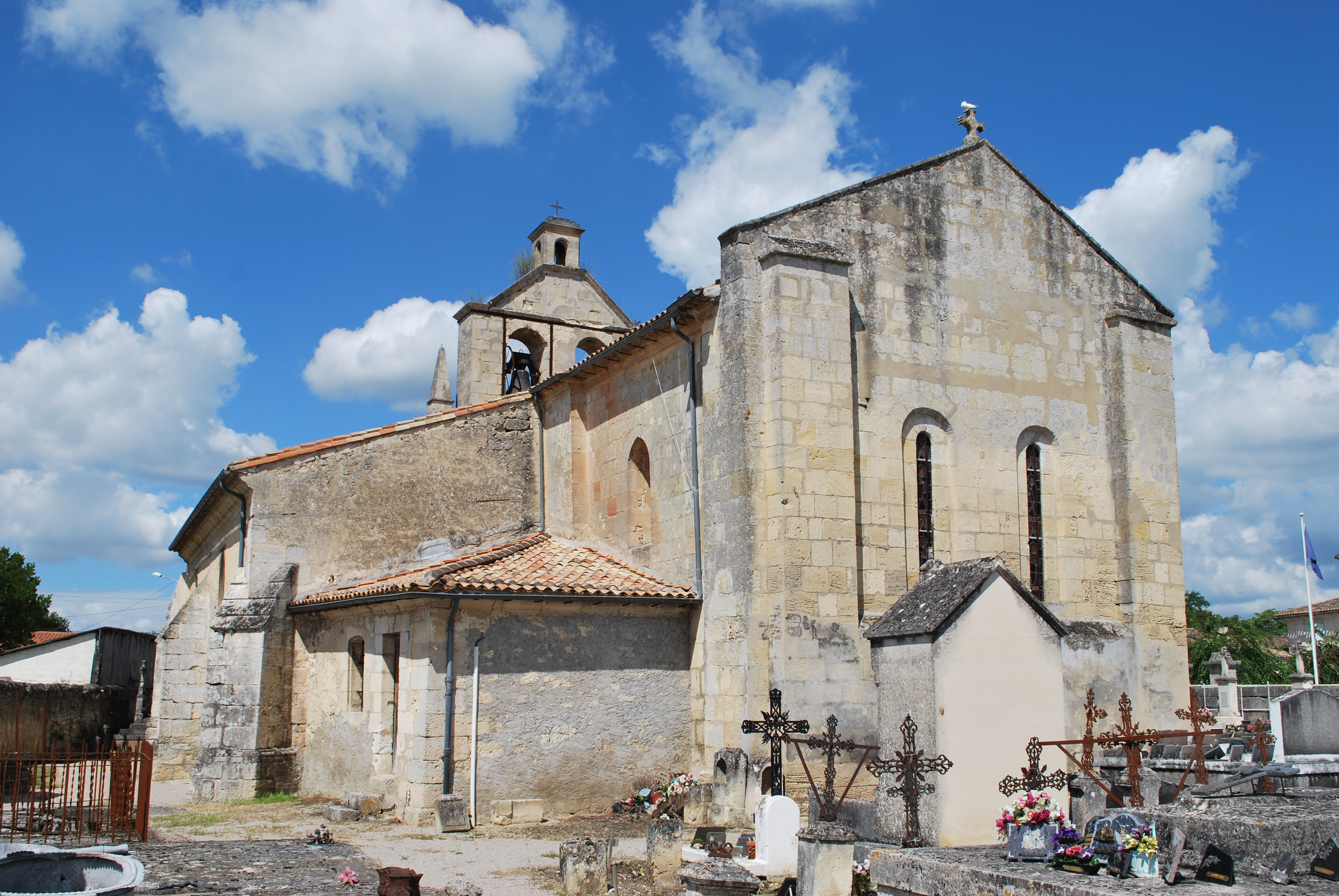
L'église Saint-Martin.
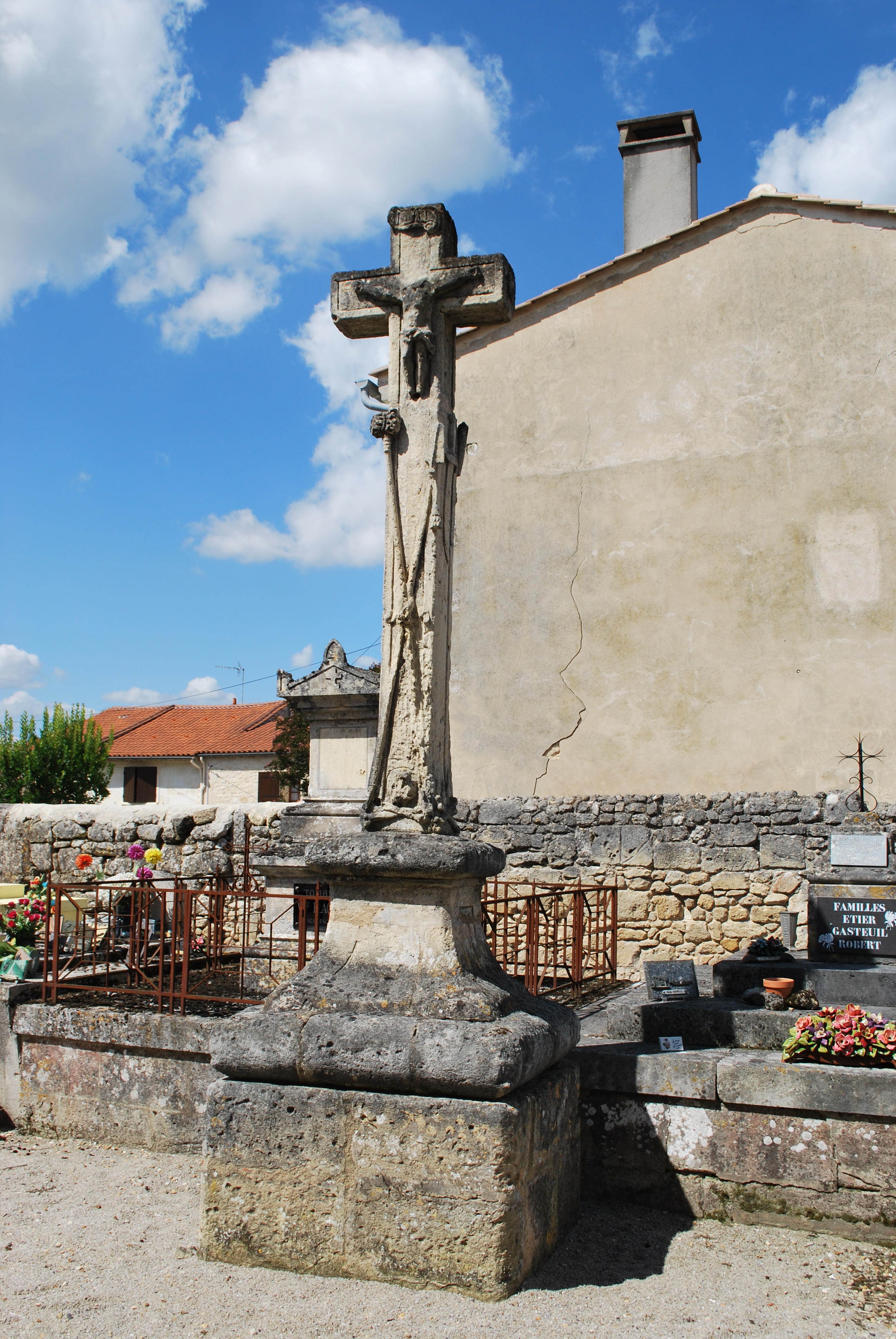
Croix de cimetière.
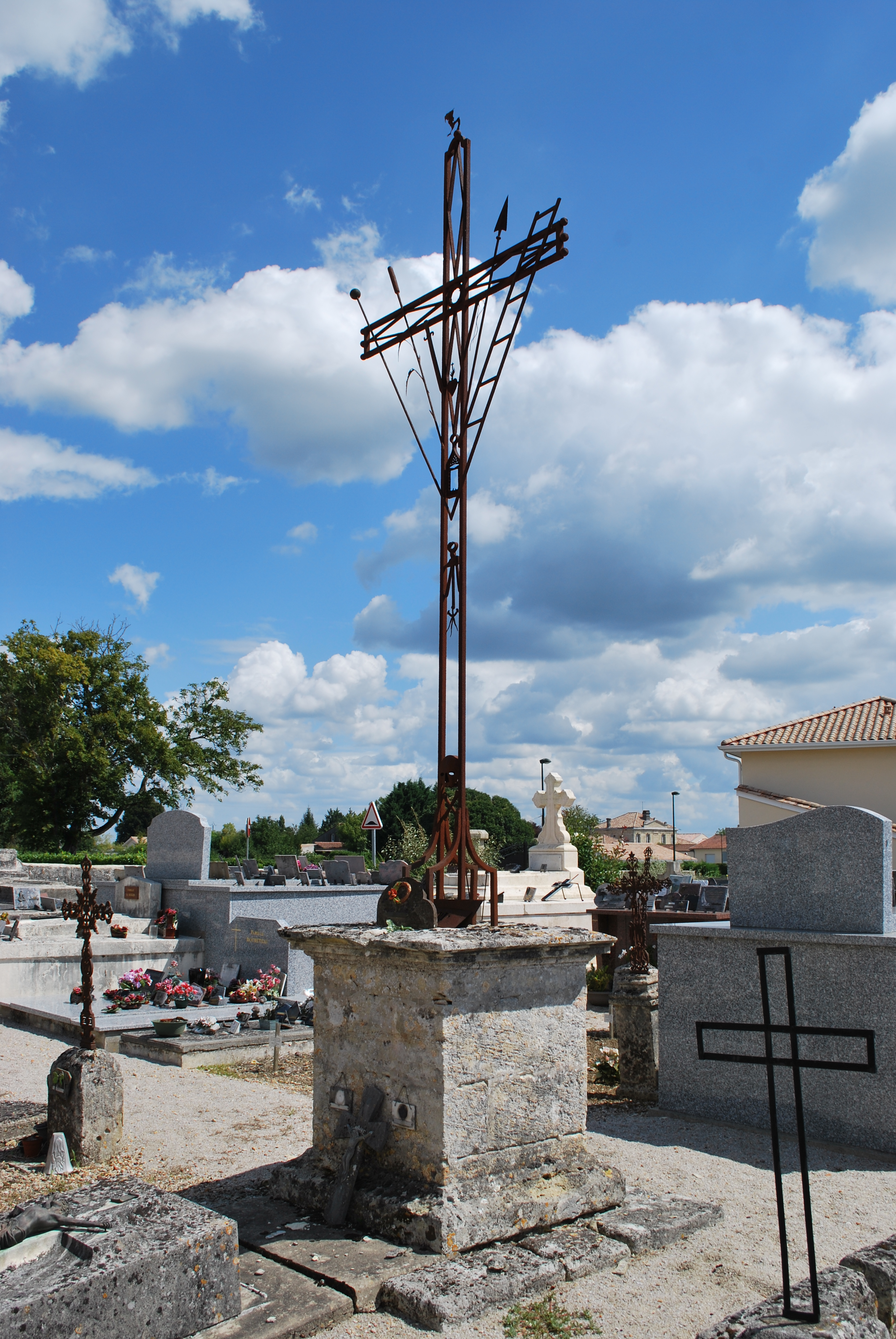
Croix de mission.

Le château Buffaud

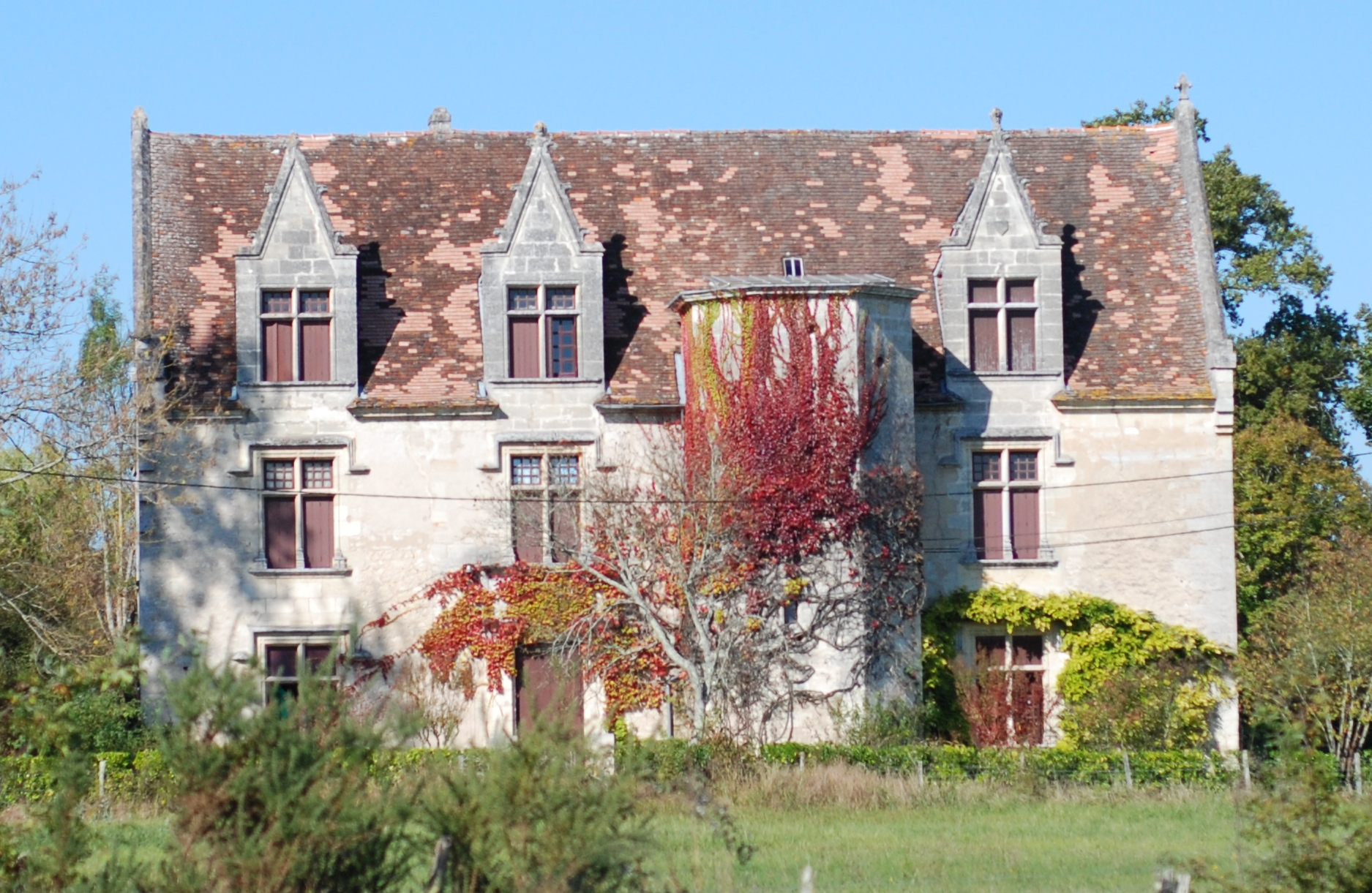
Le château Buffaud.

### Anecdote
Sous l'occupation, le maire de l'époque, Rémy Micheau, a l'idée de faire construire une piscine découverte, afin d'empêcher les hommes valides de la commune d'être envoyés au Service du Travail Obligatoire (STO).[réf. nécessaire] La piscine, achevée en 1943, est l'une des plus vieilles piscines communales de Gironde.

## Personnalités liées à la commune
Eymeric marquis du Mas de Paysac (1853-1925), conseiller d'arrondissement de Saint-André-de-Cubzac, était propriétaire du château Buffaud.

## Vie pratique

### Service public
Une Agence Postale communale.

Une école regroupant 6 classes du CP au CM2.

### Activités sportives
- Centre de loisirs avec piscine découverte, terrain de tennis et de football, terrain de boules.
- Étang de pêche.

## Pour approfondir